# Óscar Aibar
Óscar Aibar   (Barcelona, 1967) és un director de cinema, guionista d'historieta, director de televisió i escriptor barceloní. Va començar treballant com a guionista d'historietes per a diverses editorials i revistes com Totem, Cimoc, 1984, El Víbora o Makoki, i més tard com a guionista i director de sèries i programes de diversos canals com TVE Canal+ o TV3, a més de videoclips i anuncis publicitaris. El 1995 comença els seus treballs com a director de cinema, dirigint fins ara cinc llargmetratges, un telefilme i tres curtmetratges, a més de publicar tres llibres.

## Biografia
Llicenciat per la Facultat de Belles Arts de la Universitat de Barcelona en l'especialitat d'Imatge, l'any 1991 afirmant que volia ser cineasta, però els seus professors li van dir que el sector estava en crisi i que no hauria de fer-ho; no obstant això, va decidir seguir amb la seva idea. Des de 1986 fins a 1994 Óscar Aibar obté un gran reconeixement en els seus primers treballs com a guionista de còmics (on signa com Oscaraibar), publicant en revistes com Totem, Zona 84, Creepy, Cairo i El Víbora, entre d'altres, que li farien rebre diversos premis i publicant-se les seves obres a França i Itàlia.
El 1990 realitza la sèrie Atolladero Texas amb Miguel Ángel Martín per a la revista Makoki.
S'introdueix després en l'audiovisual simultanejant la seva labor com a guionista i director de televisió i videoclips amb el cinema. Després de la realització de tres curtmetratges, 600, la qual cosa va veure el jardiner i Chihuahua, estrena el 1995 una coproducció hispà-francesa titulada Atolladero que està basada en la historieta que havia dirigit cinc anys abans; el rodatge del qual es va fer en el desert dels Monegros en comptes d'en el de Tabernas com ell volia, una mica del que ell s'ha penedit públicament, i també a Tudela. Malgrat la duresa del rodatge, i de ser durament criticada per alguns, aconseguiria ser qualificada per alguns escriptors cinematogràfics com una pel·lícula de culte. El més destacat del llargmetratge és l'aparició de Iggy Pop en el paper d'assassí.
Entre 1996 i 2000 dirigeix tots els videoclips de Loquillo, incloent-hi el vídeo del concert Company de viatge, així com episodis per a la sèrie de La 1 Ni amb tu ni sense tu.
En el 2003 estrena Platillos volantes on aprofundeix en la complexa psicologia de dos personatges, addictes a la ufologia, inspirant-se en el fet real conegut com Els suïcidis de Terrassa, en la qual van participar gran part del repartiment de la seva anterior pel·lícula. Tres anys després realitza La màquina de ballar on narra els intents d'una heterogènia colla per guanyar el concurs nacional del joc. Segueix el 2010 amb El gran Vázquez sobre la vida del dibuixant Manuel Vázquez Gallego, amb qui va treballar en Makoki, i amb el qual va fer una gran amistat quan el director tenia 19 anys. La pel·lícula va ser objecte de discrepàncies i afalacs per la seva elecció de Santiago Segura com a protagonista (al que va respondre: «Ningú pot dir que Santiago Segura fa un treball que se sembli a qualsevol cosa de les quals ha dirigit abans»), però va obtenir estupendes crítiques i una bona recaptació en taquilla.
El 2012 estrena el llargmetratge El bosc, adaptació d'un relat de l'escriptor català Albert Sánchez Piñol. La pel·lícula obté un gran èxit de crítica i és seleccionada per alguns escriptors cinematogràfics com una de les millors de l'any.
Entre 2012 i 2013 se submergeix en l'adreça d'alguns capítols de la sèrie de TVE Cuéntame cómo pasó, aconseguint en ells un notable canvi en l'estil visual i obtenint un gran èxit d'audiència (en el seu últim capítol de la temporada 14 aconsegueix depassar els 5 milions d'espectadors fent-se amb el rècord de la temporada).
Com a escriptor ha publicat els llibres "La teva ment estén xecs que el teu cos no pot pagar" (Ed. Debat, 2002), que consisteix en un conjunt de contes humorístics sobre diferents temes, destaca el cinematogràfic, "Els menjadors de guix" (Ed. Cavall de Troia, 2005), que narra la història d'Ana una dona que té des dels 10 anys la mania de menjar guix, i "Making of" (Ed. Mondadori, 2008), en el qual mostrava la situació que va passar durant el rodatge del seu primer llargmetratge. El 2010 va realitzar el pròleg del llibre "By Vázquez: 80 anys del naixement d'un mite" (Ed. B, 2010) sobre el dibuixant Manuel Vázquez Gallego.

## Estil
En l'àmbit cinematogràfic, el crític Antoni Peris i Grau afirma que el "gran mèrit de la seva obra radica en la seva capacitat de retratar la misèria ambiental i, sobretot, la de captar les fantasies que feien somiar als habitants dels anys els 1960 i 1970". El mateix Aibar afirma que Luis García Berlanga va influir en la seva obra, principalment en El gran Vázquez explicant que "cada any veig diverses vegades, i ho faig des que tenia Beta, moltes de les pel·lícules de Berlanga. Puc dir que me les sé de memòria i que, per tant, habiten en el meu subconscient. No és estrany que quan treballo aquesta empremta es noti d'alguna manera".

## Premis
Pels seus treballs com a guionista d'historietes guanya el Premi "1984" al Millor Guionista i al Millor Guió el 1990 i també obté el premi "1984" al Millor Guionista el 1991. Pel seu primer llargmetratge va obtenir els premis a la Millor Pel·lícula, Millor Actor, el Premi Especial del Públic en el Festival Internacional de Cinema Fantàstic de Burgos; el Premi Ciutat de Barcelona de Cinematografia i també el Premi a la Millor Adreça en el Festival de Cinema Fantàstic i de Ciència-ficció de Roma. El segon obtindria nombrosos premis en la VIII Primavera Cinematogràfica de Lorca Setmana de Cinema Español al Millor llargmetratge, Millor guió original. El seu primer llibre va guanyar el Premi Talent Fnac. La seva última pel·lícula va optar a la Petxina d'Or en el Festival Internacional de Cinema de Sant Sebastià, i va guanyar el premi al millor guió en el X Festival de la Comèdia de Montecarlo.

## Obra
- 1988: Nascut salvatge amb dibuixos de Fernando de Felipe, per "Totem el Comix" (Toutain Editor)
- 1989: ADN amb dibuixos de Fernando de Felipe, per a "Zona 84" (Toutain Editor)

| Títol                | Any  | Durada     | Pressupost      | Taquilla (bruta) | Benefici |
| -------------------- | ---- | ---------- | --------------- | ---------------- | -------- |
| Atolladero           | 1995 | 95 minuts  | s.d.            | 51 184,14 euros  | s.d.     |
| Platillos volantes   | 2003 | 99 minuts  | 2 253 327 euros | 234 047,72 €     | s.d      |
| La màquina de ballar | 2006 | 109 minuts | 2 600 000 euros | 585 410,73 euros | s.d.     |
| El gran Vázquez      | 2010 | 106 minuts | 4 300 000 euros | 854 931,18       | s.d.     |
| El bosc              | 2012 | 98 minuts  |                 | 87.173 euros     | s.d.     |
| El sustituto         | 2021 | 117 minuts | 2.800.000 €     |                  | s.d.     |

| Títol                       | Any  | Durada    | Notes                                                                           |
| --------------------------- | ---- | --------- | ------------------------------------------------------------------------------- |
| 600                         |      | 30 minuts | Curtmetratge en format vídeo dirigida com a projecte de finalització de carrera |
| El que va veure el jardiner |      | 9 minuts  | Curtmetratge en format de 16mm en blanc i negre                                 |
| Chihuahua                   |      | 14 minuts | Curtmetratge en format de 35mm                                                  |
| Rumors                      | 2007 | 79 minuts | Telefilm                                                                        |